# (4747) Jujo
(4747) Jujo est un astéroïde de la ceinture principale.

## Description
(4747) Jujo est un astéroïde de la ceinture principale. Il fut découvert le 19 novembre 1989 à Kushiro par Seiji Ueda et Hiroshi Kaneda. Il présente une orbite caractérisée par un demi-grand axe de 3,01 UA, une excentricité de 0,11 et une inclinaison de 11,8° par rapport à l'écliptique.

## Compléments